# Кастельтермини
Кастельтермини (итал. Casteltermini) — коммуна в Италии, располагается в регионе Сицилия, подчиняется административному центру Агридженто.
Население составляет 8726 человек (на 2004 г.), плотность населения составляет 89 чел./км². Занимает площадь 99 км². Почтовый индекс — 92025. Телефонный код — 0922.
Праздник ежегодно празднуется 5 апреля.